# ティリクム (シャチ)
ティリクム（Tilikum、1981年11月頃～2017年1月6日、愛称：ティリー(Tilly)）は、アメリカ合衆国フロリダ州オーランドにあるシーワールドで飼育されていた雄のシャチである。それ以前はカナダブリティッシュ・コロンビア州ビクトリアのサウス・オーク・ベイにあった太平洋シーランドで飼育されていた。21頭の子シャチの父親となり、そのうち7頭は生存している。ティリクム（又はティリカム）という名前は、太平洋岸北西部の言語、チヌーク・ジャーゴンで「友だち、関係、部族、国家、庶民」を意味する言葉に由来する。
ティリクムは人間に飼育されるようになってから、所属する水族館で起きた3人の人物の死亡事故に関係した。シーランド時代の調教師1名と、シーワールド時代の調教師1名と、シーワールドの敷地内に不法に侵入した男性1名の、計3名の死亡事故である。ティリクムは、2013年のCNNのドキュメンタリー映画「ブラックフィッシュ」において、大きく取り上げられた。2016年3月にシーワールドは、ティリクムが肺の感染症にかかっており、健康が悪化していることを公表した。シーワールドによると、感染を引き起こしている細菌は稀なもので、抗生物質に対して耐性を持っているという。2016年5月、ティリクムの健康状態が改善していることが発表されたが、2017年1月6日、シーワールドはティリクムが早朝に死亡したと発表した。死因は細菌感染であった。

## 解説

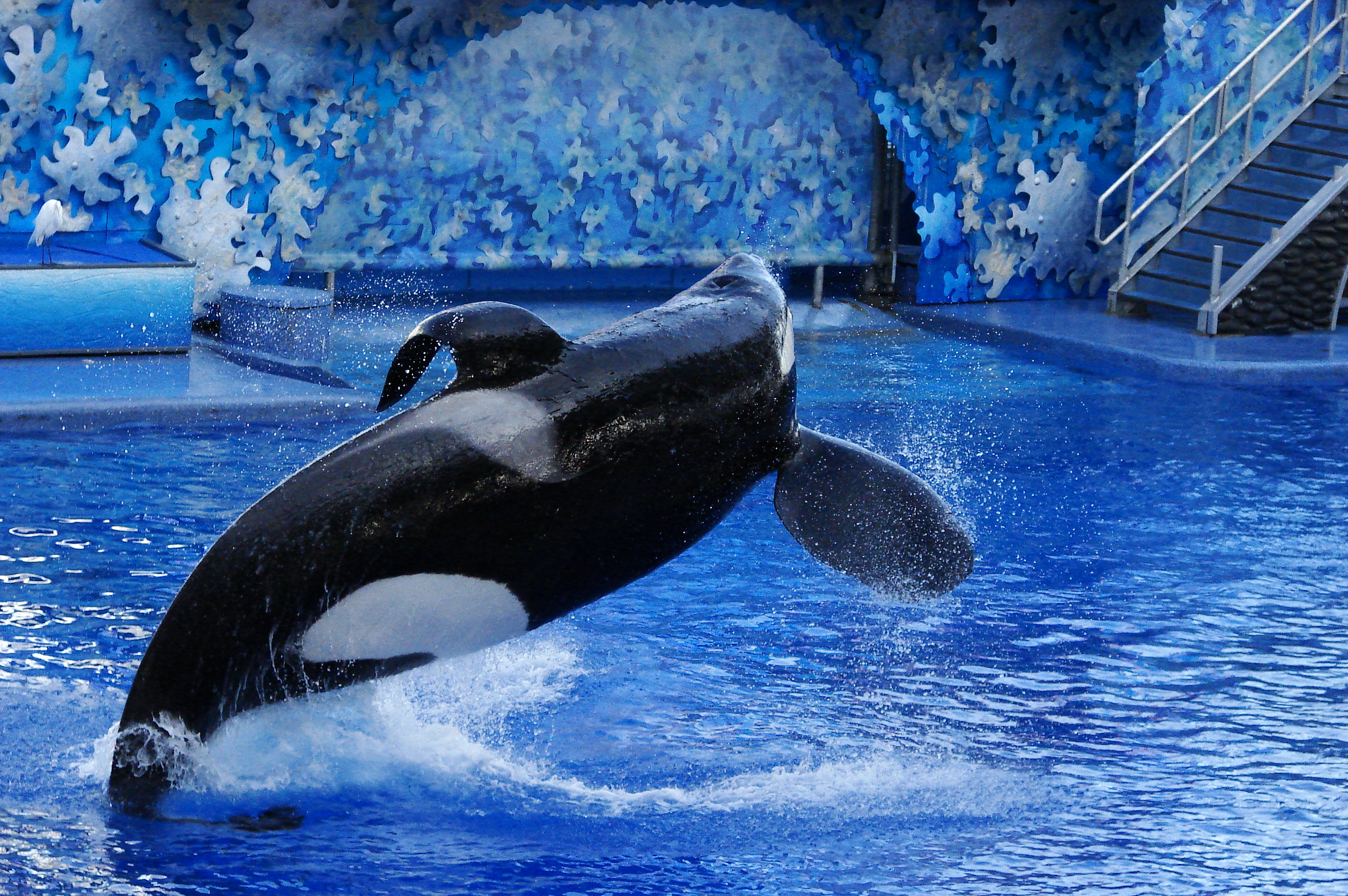
ティリクム（2009年）

ティリクムの体長は 22.5 feet (6.9m)、体重は 12,000 pounds (5,400kg) 以上である。右の胸びれ端から左の胸びれの端までの長さは 7 feet (2.1m) あり、左右の尾びれは下にカールしている。6.5-foot-tall (2.0m) の高さがある背びれは完全に体の左側に倒れている。ティリクムは人間に飼育されているシャチの中では最大級である。声は同じ大きさの雄のシャチよりも高い。

### 太平洋シーランド
ティリクムは最初、ブリティッシュ・コロンビア州の州都ヴィクトリア近郊のサウス・オーク・ベイにあった太平洋シーランド（Sealand of the Pacific, 1992年閉業）にいた。そこでは年上の雌のシャチ2頭、ハイダ2号（Haida II）及びヌートカ4号（Nootka IV）と一緒に飼われていた。ティリクムは社会階層の底辺に位置し、ハイダ2号とヌートカ4号は彼に対し攻撃的に接した。そのためティリクムは小さな治療用のプールへの避難を余儀なくされ、調教師が彼を守ってやらなくてはならなくなったこともあった。

### 致死率
野生のシャチが人間を襲うことは稀であり、致命的な攻撃は記録されていないが、2019年当時、同様に飼育されていたシャチとの相互作用によって4人の人間が死亡している。 そのうち3人の死亡にティリクムが関与している。

### 第1の死亡事故
1991年の2月20日、21歳の海洋生物学を専攻する学生 Keltie Byrne が足を滑らせてティリクム、ハイダ2号、ヌートカ4号がいるプールに落ちた。彼女は競泳の選手でもあり、当時はシーランドで調教師のアルバイト中だった。3頭のシャチは彼女を引っ張ってプールをぐるぐる回り、浮上を妨げて彼女を水中に沈めた。彼女は一度、岸にたどり着けたものの、岸に上がろうとしたときに、3頭のシャチが、恐怖の面持ちで岸側からプールを取り巻いて彼女を見守っていた観客の目の前で、彼女を再びプールに引きずり込んだ。他の調教師たちは彼女の悲鳴に反応して、彼女に浮き輪を投げた。しかし、シャチたちは彼女を浮き輪から遠ざけ続けた。彼女は3回浮上して悲鳴を上げたのちに溺死した。プールから遺体を引き上げるのには数時間を要した。2頭の雌は当時妊娠していたが、このことは調教師たちは誰も知らなかった。
ティリクムは1992年1月9日にフロリダ州オーランドのシーワールド（SeaWorld Orlando）へ移送された。太平洋シーランドはその後間もなく閉業となった。

### 第2の死亡事故
1999年7月7日、Daniel P. Dukes という27歳の男性がティリクムの背中の上で亡くなった状態で発見された。彼は前日にシーワールドを訪れ、閉園後も園内に留まり、セキュリティをくぐってシャチの水槽に入った。検死所見では数多くの裂傷、打撲傷、擦過傷が全身に及んでいたことが認められ、死因は溺死とされた。また、体内から薬物やアルコールは検出されなかった。彼はダーウィン賞を受賞した。

### 第3の死亡事故

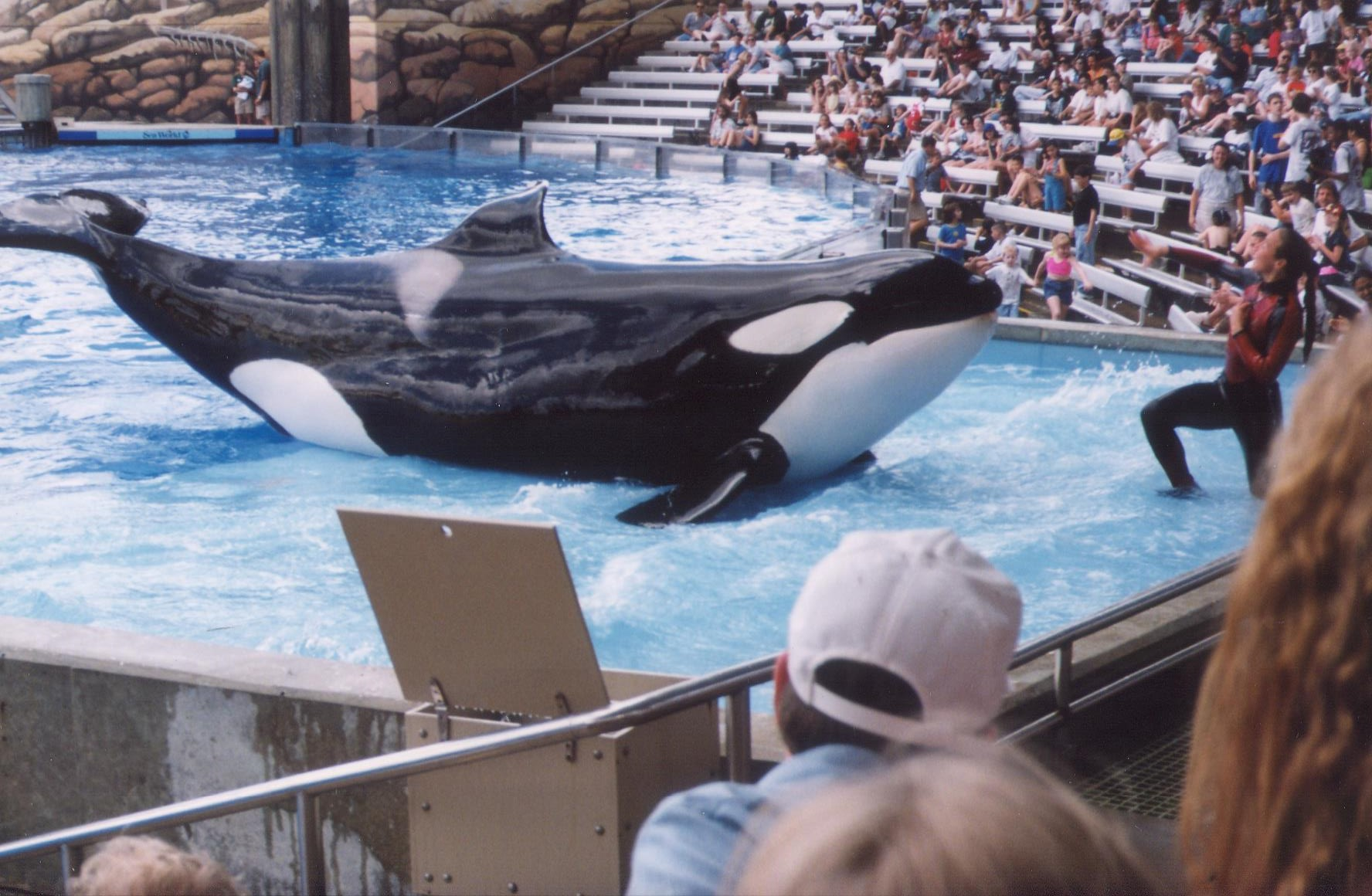
シャチのカティナ（Katina）とドーン・ブランショ（1998年）

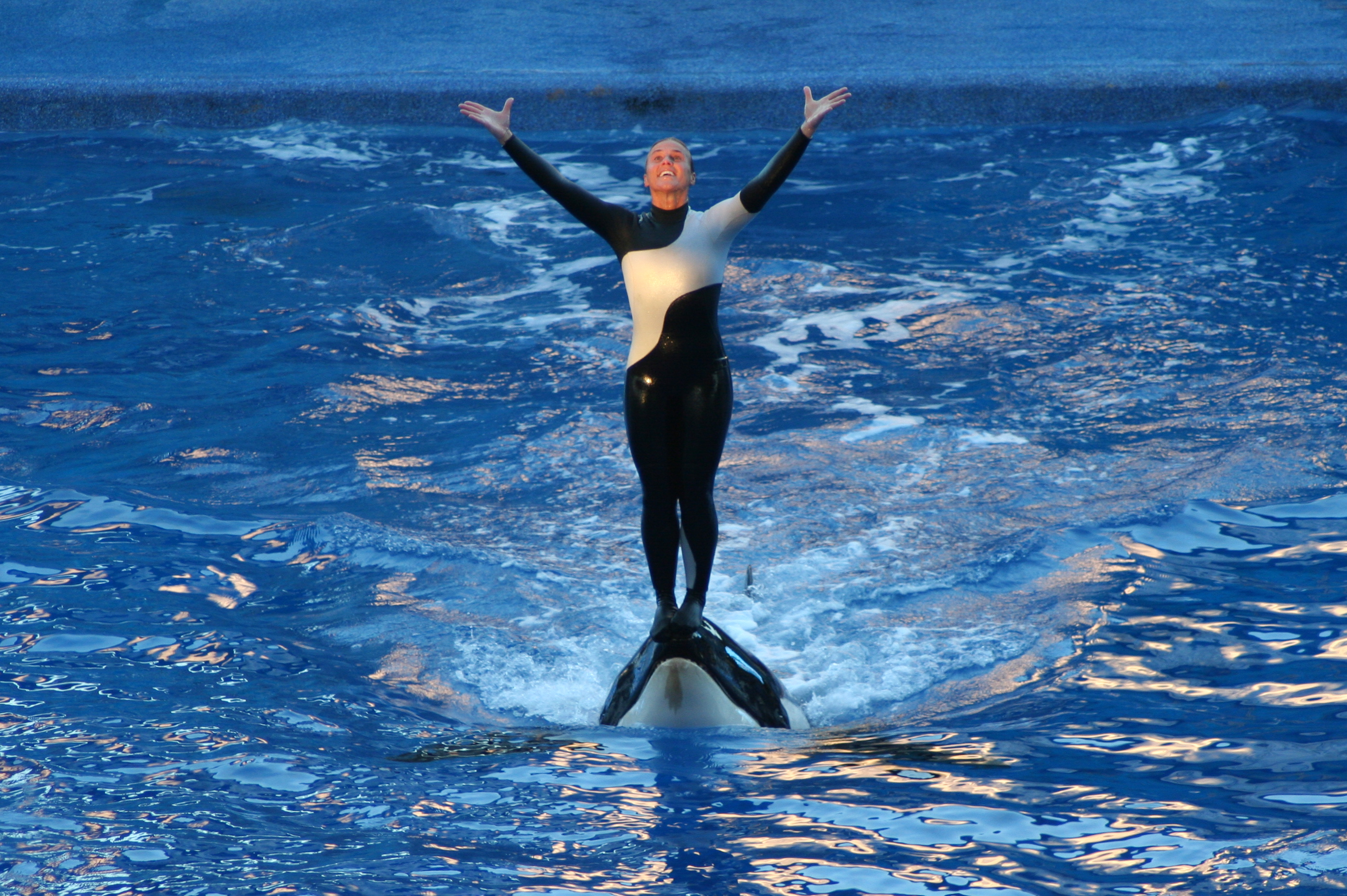
ドーン・ブランショ（2006年）

2010年2月24日、ティリクムは40歳のベテラン調教師、ドーン・ブランショの死亡事故に関与した。ブランショは、シャチの曲芸ショーが終わった後、事故に巻き込まれた。ショー後のルーチンとしてブランショがティリクムをなでていたとき、ティリクムは彼女の左腕あるいは髪の毛をつかんで水中に引きずり込んだ。少なくとも十数人の常連客がティリクムと一緒に水中にいるブランショを目撃し、職員はティリクムの気をそらそうと網を使ったり餌をティリクムに向かって投げたりした。
職員らは、組合わさったプールを次々に移動させて、最終的にティリクムを小さな治療用のプールに誘導した。そこは彼を落ち着かせやすかったからである。ティリクムは落ち着くとブランショの遺体を口から放した。シーワールドの役員の1人や事故を目撃した人たちの証言、及び、事故発生直後のビデオ映像からは、ブランショがスライドアウト（30cmほどの深さまで水に沈むプールサイドのプラットフォーム）の上で横たわり、顔をティリクムの顔の横に近づけていたことが確認された。シーワールド側は、事故発生の数分前に撮影されたビデオを見る限り、彼女がポニーテールを引っ張られて水中に引き込まれたと主張した。しかしながら、目撃証言によると、彼女は腕をつかまれて水中に引き込まれたという。
ブランショの遺体の検死所見によると、死因は溺れたことと鈍い力による外傷だった。また、脊髄が切断され、顎の骨、肋骨、頸椎が骨折していた。頭皮は頭から完全に剥がされており、左腕は肩の下あたりで切断されていた。
2010年8月23日、米国職業安全衛生局は、シーワールドに対して、3つの安全義務違反（うち2つはブランショの死亡事故に直接関連する）により、75,000 ドルの罰金を命じた。シーワールドは職業安全衛生局の指摘が不当であると主張する声明を発表した。ブランショの寡夫、スコット・ブランショは、疑念のある死亡事故訴訟を専門に扱うシカゴの法律事務所を雇うものの、シーワールドに対して法的な対応を取るには至らなかった。

### ショーへの復帰
ティリクムは2011年3月30日にショーに復帰した。彼を撫でるための高圧ホースが、人の手に代わって導入された。プラットフォーム上にも取り外しの可能なガードレールが使われ始めた。1分以内に調教師と鯨類をプール水面より上に持ち上げることができる擬似的なプール床を設置する計画もあった。ティリクムは孫のトルーア（Trua）と組になって、新しい「ワン・オーシャン」ショーのフィナーレでは彼のそばで演技を見られるようになった。ときには娘のマリーア（Malia）と一緒にされることもあった。2011年12月には病気で欠場したが、詳細は公表されなかった。2012年4月にはショーに復帰した。

### 健康
2016年3月8日、シーワールドは、ティリクムの健康が悪化し始めている懸念を公表した。彼らはティリクムが肺感染症にかかっていると見て治療を続けていると述べた。感染している細菌は、稀なもので、抗生物質への耐性があり、回復は未だ見られないという。「動物の倫理的扱いを求める人々の会（PETA）」は、ウェブサイトの "SeaWorld of Hurt" における声明の中で、今回のニュースに対して「30年前に海から盗まれたティリクムが、再び海を見ることができないとしたら、シーワールドの手は、悲惨なコンクリートでできた刑務所水槽の壁は、彼の血で塗れることになるだろう。」と言及した。

## 子孫
ティリクムは捕獲され飼育された雄シャチの中で最も多産であり、21頭の子孫がおり、うち10頭が生存している。シーランドにいる頃には、1991年12月24日、ハイダ2号との間に1頭目となるキュコット（Kyuquot）を作った。シーワールドに来てからは、複数の異なる雌シャチとの間で、多くの子シャチの繁殖に成功した。
1999年にティリクムは人工授精のトレーニングを始めた。2000年始めに、シーワールド・サンディエゴで飼育されているカサトカ（Kasatka）が彼から得た精子を使った人工授精を行い、2001年9月1日に雄の子シャチ、ナカイ（Nakai）が生まれた。さらに、タカラ（Takara）という別の雌が、同様の人工授精により2002年5月3日に雌の子シャチ、コハナ（Kohana）を生んだ。

## 家族一覧
- 妻：Haida II（1981頃～2001）
  - 息子：Kyuquot（1991～）■
    - 孫娘：Kyara（2017、母：Takara）

  - 性別不明：SWT-0101（2001）
- 妻：Nootka IV（1981頃～1994）
  - 息子：SOP-9201（1992）
  - 性別不明：SWF-9401（1994）
- 妻：Katina（1975頃～）●
  - 息子：Taku（1993～2007）
    - 孫息子：Trua（2005～、母：Takara）●
    - 孫娘：Nalani（2006～、母：Katina）● ※近親交配個体

  - 娘：Unna（1996～2015）
    - 孫娘：名前なし（2006）

  - 息子：Ikaika（2002～）▲
  - 息子：Makaio（2010～）●
- 妻：Gudrun（1975頃～1996）
  - 娘：Nyar（1993～1996）
  - 性別不明：SWF-9601（1996）
- 妻：Kalina（1985～2010、母：Katina、父：Winston）
  - 娘：SWF-9701（1997）
  - 息子：Tuar（1999～）■
  - 娘：Skyla（2004～2021）
- 妻：Taima（1989～2010、母：Gudrun、父：Kanduke）
  - 息子：Sumar（1998～2010）
  - 息子：Tekoa（2000～）★
  - 性別不明：SWF-0501（2005）
  - 娘：Malia（2007～）●
  - 性別不明：SWF-1001（2010）
- 妻：Kasatka（1976頃～2017）
  - 息子：Nakai（2001～2022）
- 妻：Takara（1991～、母：Kasatka、父：Kotar）■
  - 娘：Kohana（2002～2022）
    - 孫息子：Adán（2010～、父：Keto）★ ※近親交配個体
    - 孫娘：Victoria（2012～2013、父：Keto） ※近親交配個体

  - 娘：Sakari（2010～）■

存命個体の飼育地 - ●シーワールド・オーランド(en)（米フロリダ州）、■シーワールド・サンアントニオ(en)（米テキサス州）、▲シーワールド・サンディエゴ(en)（米カリフォルニア州）、★ロロ・パーク(es)（スペイン）

## 論争
2010年12月7日、ウェブサイト TMZ の報道によると、シーワールドの社長 Terry Prather が PETA とモトリー・クルーのメンバー、トミー・リーから、シーワールドの発表についての意見を述べる手紙を受け取ったという。彼らはティリクムと人間との接触を制限すべきと主張した。トミー・リーは、ティリクムがシーワールドにとって「主要な精子バンク」であり、「シーワールドの警備主任やウェブ上のビデオから得た知見によると」シーワールドがティリクムから精子を搾り取る際には、人をプールの中に入らせて「お湯で満たした牛の膣でティリクムにマスターベイトさせる」とし、このことが人との継続的な接触を必要不可欠なものとしていると指摘した。手紙はシーワールドがティリクムを水槽から解放することを嘆願し、「シーワールドがこれらの賢い動物たちを水槽の中に閉じ込めて飼育することによって窮屈な思いをさせるべきではないことを理解し、シーワールドのためにさらなる悲劇が起きないことを望む」と述べた。翌日、シーワールドの渉外担当副社長は E! News を介してトミー・リーの手紙に返答し、 PETA が事実とした事項が不正確であるのみならず、シーワールドの調教師らは「そのような目的でティリクムとともに水に潜るようなことは知らないし、したこともない」と述べた。
2013年1月にサンダンス映画祭で封切りされたドキュメンタリー映画「ブラックフィッシュ」は、ティリクムとその他の飼育されているシャチを題材としている。映画公開と、これに続くオンライン請願により、いくつかのポピュラー音楽グループが、シーワールドやその他の会場でのライブ・パフォーマンスをキャンセルする事態となった。